# Papiro 46
Il Papiro 46 ({\displaystyle {\mathfrak {p}}}46) è uno dei più antichi manoscritti esistenti del Nuovo Testamento. La datazione più probabile è tra il 175 e il 225. Fa parte dei Papiri Chester Beatty. Secondo Bible Research, {\displaystyle {\mathfrak {p}}}46 contiene (nell'ordine) «gli ultimi otto capitoli di Romani; tutta Ebrei; virtualmente tutte 1-2 Corinzi; tutte Efesini, Galati, Filippesi, Colossesi; e due capitoli di 1 Tessalonicesi. In fondo a tutti i fogli manca qualche riga, a causa del deterioramento».

## Contenuto del papiro
{\displaystyle {\mathfrak {p}}}46 contiene la maggior parte delle epistole paoline. Alcuni fogli sono mancanti; gli altri si possono trovare attualmente nella Biblioteca Chester Beatty o all'Università del Michigan.
| Foglio         | Contenuto                                                               | Collocazione              |
| -------------- | ----------------------------------------------------------------------- | ------------------------- |
| 1-7            | Romani 1:1-5:17                                                         | mancante                  |
| 8              | Romani 5:17-6:14                                                        | Biblioteca Chester Beatty |
| 9-10           | Romani 6:14-8:15                                                        | mancante                  |
| 11-15          | Romani 8:15-11:35                                                       | Biblioteca Chester Beatty |
| 16-17          | Romani 11:35-14:8                                                       | Università del Michigan   |
| 18 (frammento) | Romani 14:9-15:11                                                       | Biblioteca Chester Beatty |
| 19-28          | Romani 15:11-16:27-Ebrei 1:1-8:8                                        | Università del Michigan   |
| 29             | Ebrei 8:9-9:10                                                          | Biblioteca Chester Beatty |
| 30             | Ebrei 9:10-26                                                           | Università del Michigan   |
| 31-39          | Ebrei 9:26-13:24-1 Corinzi 1:1-2:3                                      | Biblioteca Chester Beatty |
| 40             | 1 Corinzi 2:3-3:5                                                       | Università del Michigan   |
| 41-69          | 1 Corinzi 3:6-16:24-2 Corinzi 1:1-9:7                                   | Biblioteca Chester Beatty |
| 70-85          | 2 Corinzi 9:7-13:13, Efesini Ef, Galati 1:1-6:10                        | Università del Michigan   |
| 86-94          | Galati 6:10-6:18, Filippesi Fil, Colossesi Col, 1 Tessalonicesi 1:1-2:3 | Biblioteca Chester Beatty |
| 95-96          | 1 Tessalonicesi 2:3-5:5                                                 | mancante                  |
| 97 (frammento) | 1 Tessalonicesi 5:5.23-28                                               | Biblioteca Chester Beatty |
| 98-104         | Contenuto incerto                                                       | mancante                  |

### Dimensioni del papiro
La dimensione delle pagine è di circa 28x16cm con un'unica colonna di testo (circa 11.5cm). Ci sono tra 26 e 32 righe di testo per pagina, sebbene sia la larghezza delle linee sia il numero di righe per pagina aumenta verso la fine. Le righe finali sono danneggiate: 1-2 righe mancano nel primo quarto, 2-3 nella metà centrale e fino a sette righe nell'ultimo quarto.

### Contenuto ignoto
I sette fogli persi dall'inizio chiaramente contenevano la parte iniziale della Lettera ai Romani. Tuttavia, il contenuto dei sette fogli mancanti a partire dalla fine non è certo. Ci sarebbe abbastanza spazio per la Seconda lettera ai Tessalonicesi ed eventualmente per la Lettera a Filemone ma non per le Lettere pastorali. Frederic G. Kenyon calcola che la Seconda lettera ai Tessalonicesi avrebbe occupato due fogli, il che lascia 5 fogli (10 pagine) per la Prima lettera a Timoteo (8.25 pagine a questo ritmo), Seconda lettera a Timoteo (6 pagine), la Lettera a Tito (3.5 pagine) e la Lettera a Filemone (1.5 pagine) – 19.25 pagine, mentre solamente 10 sono quelle disponibili.
Recentemente Alessandra Peri ha avanzato l'ipotesi che i fogli finali mancanti contenessero i primi tre capitoli dell'Apocalisse di Giovanni.

### Segni di lettura
Lungo tutto il capitolo di Romani ed Ebrei e il successivo contenente la Prima lettera ai Corinzi, sono stati trovati piccoli e densi tratti o puntini, è stato comunemente ritenuto che siano segni di un lettore piuttosto che dello scrittore del manoscritto poiché l'inchiostro spesso è molto più chiaro di quello del testo stesso. Sembrano marcare il senso delle divisioni (similmente alla numerazione dei versetti che si trovano nelle bibbie contemporanee) e sono stati trovati anche in brani del {\displaystyle {\mathfrak {p}}}45, probabili prove di letture in comunità che hanno posseduto entrambi i codici.

## Provenienza
La provenienza di {\displaystyle {\mathfrak {p}}}46 è sconosciuta, anche se probabilmente è stato originariamente scoperto nelle rovine di una chiesa paleocristiana o in un monastero. Dopo la scoperta del Cairo, il manoscritto è stato rotto dal rivenditore. Dieci fogli sono stati acquistati da Chester Beatty nel 1930, Michigan ne ha acquistati 6 nel 1931 e 24 nel 1933. Beatty ne acquistò altri 46 nel 1935 e ora i suoi acquisti fanno parte della biblica papiri di Chester Beatty, undici codici di materiale biblico.

## Datazione
Secondo la datazione, il manoscritto risale circa al 200 . Young Kyu Kim ha sostenuto una precedente datazione di c. 80. Griffin criticò e contestò la datazione di  Kim, ponendo la 'più probabile data' tra il 175-225, con un '95% di affidabilità nell'intervallo tra 150-250
Similmente Comfort e Barrett dimostrano che P46 condivide molte affinità con i seguenti:
- P. Oxy. 8 (assegnato al tardo I secolo o all'inizio del II secolo),
- P. Oxy. 841 (la seconda revisione, che non può essere datata oltre il 125-150),
- P. Oxy. 1622 (datato con fiducia a prima del 148, probabilmente durante il regno di Adriano [117-138], a causa del testo documentario sul rovescio),
- P. Oxy. 2337 (assegnato alla fine del I secolo),
- P. Oxy. 3721 (assegnato alla seconda metà del II secolo),
- P. Rylands III 550 (assegnato al II secolo) e
- P. Berol. 9810 (inizio II secolo).

Questo, essi concludono, indica una data che risale a circa la metà del II secolo per {\displaystyle {\mathfrak {p}}}46.